# مارینا پیرو
مارینا پیرو (ایتالیایی: Marina Pierro؛ زادهٔ ۱۹۶۰) بازیگر اهل ایتالیا است که بیشتر با والرین بروفچیک همکاری داشت.
از فیلم‌هایی که در آن نقش داشته می‌توان سوبروله… دختر اهل رومانیولا، بجنب… دخترمدرسه‌ای‌ها دارند می‌آیند، پشت دیوارهای صومعه، زنان هرزه و دکتر جکیل و زنان را نام برد.